# Стилови у музици
У историји музике свака епоха је имала своје одређене карактеристике — свој стил, по којем се препознаје. А генијални ствараоци — композитори, пишући у духу времена, дали су својим делима и лични печат, тј. остварили и свој лични стил. Зато се каже да је стил у музици начин музичког мишљења неког доба или појединца у њему.
Кратак преглед карактеристика музичких епоха започећемо ренесансом.

## Ренесанса
У ренесанси (15. и 16. век) се јавља тежња да се стара уметност (антика) прикаже у новом препорођеном руху (енг. renaissance значи препород). То је време када се штампају прве ноте (Јохан Гутенберг).
Најзначајнији представници ренесансе су Ђовани Пјерлуиђи да Палестрина и Орландо ди Ласо.

## Барок
У бароку (крај 16. и почетак 18. века) први пут се снажно развила инструментална музика. Као што у сликарству и архитектури барокну уметност карактеришу сјај и величина, мноштво украса и немирних, преплетених линија, контрасти светлог и тамног, тако се сличне одлике запажају и у музици те епохе: она је препуна орнамената (украса), једновремено звуче мелодијски самостални гласови (полифонија), контрасти f и p су нагли (без крешенда и декрешенда), а ритам тече у сталном покрету. Најзначајнији композитори барока су Јохан Себастијан Бах, Антонио Вивалди и Георг Фридрих Хендл.

## Класицизам
У класицизму (друга половина 18. и почетак 19. века) преовлађује интелект над осећајношћу. Тешки и китњасти барок уступа место класичарској лакоћи, јасноћи и правилности у мелодији, ритму и облику. Водећа мелодија се издваја од хармонске пратње. У ово доба настају први концерти за кларинет. 
Најзначајнији представници музичког класицизма: Јозеф Хајдн, Волфганг Амадеус Моцарт и Лудвиг ван Бетовен, од којих последњи већ умногоме наговештава романтизам.

## Романтизам
У романтизму (19. век) преовлађују фантазија и осећајност, насупрот класичарској уздржаности. Ствараоци пониру у себе, повлаче се у свет маште, обраћају се легендарној прошлости, описују лепоте природе. Мелодија постаје шира, распеванија, обојена хроматиком и динамичким контрастима.
Инструментални виртуозитет доживљава свој процват, те се пишу и многи концерти. Представници раног романтизма прве половине 19. века су Карл Марија фон Вебер, Франц Шуберт, Ђоакино Росини, Луис Шпор, Роберт Шуман, Фредерик Шопен, Феликс Менделсон.
У позном романтизму се композитори радо инспиришу за своја дела садржајима из књижевности, ликовних уметности или природе (тзв. програмска музика). У мелодији и хармонији има све више хроматике и дисонанци, као израз наглашене емотивности. Овом периоду припадају у Немачкој Франц Лист, Рихард Вагнер, Јоханес Брамс, Антон Брукнер, Густав Малер, Макс Регер, Рихард Штраус, у Француској Ектор Берлиоз, Сезар Франк, у Италији (опера) Ђузепе Верди, Ђакомо Пучини.
Грану романтизма чине и тзв. националне школе, пре свега руска (Михаил Глинка, Петар Илич Чајковски, Модест Мусоргски, Николај Римски-Корсаков) и чешка (Беджих Сметана, Антоњин Дворжак). Ови композитори радо користе живописне елементе музичког фолклора свог народа.

## Импресионизам
Импресионизам (крај 19. и почетак 20. века) добио је свој назив по речи импресија, што значи утисак. Музика се поводи за сликарством: утисци из природе се описују, доживљавају и исказују на посебан, нов начин, са новим схватањем звучног колорита. Мелодија се запоставља — она је често расцепкана, фрагментарна, а предност се даје тонској боји, хармонији и обично сложеном ритму. Најзначајнији представници су Французи: Клод Дебиси и Морис Равел.

## Музика 20. века
Музика 20. века одражава дух и темпо живота нашег времена, али и његове противречности. Иако би се као њене опште одлике могле навести: наглашена улога ритма, слободна и скоковита мелодија, дисонантна сазвучја — ипак у XX веку напоредо постоје различити музички стилови. Експресионизам (Арнолд Шенберг, Албан Берг) даје предност крајњој узбуђености и најоштријим дисонанцама, негирајући традицију (напушта се тоналитет). Неокласицизам (Игор Фјодорович Стравински, Паул Хиндемит, Сергеј Прокофјев) враћа се класичним идеалима склада и уравнотежености, али у новом, модерном звучном руху, док се Бела Барток инспирише фолклором свог (мађарског) народа.